# Paul Silas
Paul Theron Silas (ur. 12 lipca 1943 w Prescott, Arizona, zm. 10 grudnia 2022 w Denver, Karolina Północna) – amerykański koszykarz, trener oraz analityk koszykarski. Trzykrotny mistrz NBA, uczestnik spotkań gwiazd, zaliczany wielokrotnie do składów najlepszych obrońców ligi.

## Kariera
Mierzący 201 cm koszykarz uczęszczał do Creighton University, gdzie ustanowił rekord NCAA w liczbie zebranych piłek z tablicy w ciągu trzech lat oraz osiągnął wynik 20.6 zbiórek na mecz w 1963 r. Do NBA został wybrany z 10. numerem w drafcie 1963 przez St. Louis Hawks. Silas trzykrotnie zdobywał tytuł mistrza NBA – dwukrotnie, w sezonach 1973-74 i 1975–76, z drużyną Boston Celtics oraz z Seattle SuperSonics, w sezonie 1978-79.
Był dwukrotnie wybierany do NBA All-Star Game, tyle samo razy był w pierwszej piątce najlepiej broniących w lidze, trzykrotnie zaś w drugiej piątce broniących. W czasie swojej kariery Silas zdobył ponad 10000 punktów oraz zebrał ponad 10000 piłek z tablic.
Był głównym trenerem Cleveland Cavaliers do 21 marca 2005. Przed pracą w Cleveland trenował także San Diego Clippers oraz Charlotte Hornets. 22 grudnia 2010, po rezygnacji z posady Larry’ego Browna, został tymczasowym coachem Charlotte Bobcats. 30 kwietnia 2012 Bobcats ogłosili, że Silas nie powróci na sezon 2012/13.

## Osiągnięcia
NCAA
- Lider NCAA w zbiórkach (1963)[8]
- Zaliczony do Akademickiej Galerii Sław Koszykówki (2017)[9]
- Uczelnia zastrzegła należący do niego numer 35

NBA
- 3-krotny mistrz NBA (1974, 1976, 1979)[2]
- Wicemistrz NBA (1978)[2]
- Uczestnik meczu gwiazd:
  - NBA (1972, 1975)[3]
  - NBA vs ABA (1972)[10]
  - Legend NBA (1987)[11]
- Wybrany do:
  - I składu defensywnego NBA (1975–1976)[4]
  - II składu defensywnego NBA (1971–1973)[4]